# Giuseppe Marchi
Giuseppe Marchi (Tolmezzo, 22 février 1795 – Rome, 10 février 1860) est un prêtre jésuite, antiquaire et archéologue italien.

## Biographie
Né à Tolmezzo le 22 février 1795. Il entre de bonne heure dans la compagnie de Jésus ; mais, plus attiré par l’étude de l’archéologie que par les travaux de la prédication et la controverse théologique, il se livre à des recherches d’érudition. Aussi est-il appelé en qualité de professeur des belles-lettres au Collège romain. Sa parfaite connaissance de la langue latine est souvent mise à contribution par le gouvernement papal pour les inscriptions placées sur les monuments. C’est lui notamment qui compose celle de l'autel exécuté à Rome par le prince Alexandre Torlonia, pour l’église de Notre-Dame de Boulogne-sur-Mer. Le P. Marchi fonde le Musée de Latran ; il agrandit et enrichit le musée Kircher du collège romain. Dans les dernières années de sa vie, il y passe des années entières. C'est là que la mort vient le frapper le 10 février 1860.

## Publications
Le P. Marchi écrit un assez grand nombre de dissertations archéologiques ; mais ses deux ouvrages principaux sont : 
- l’Æs grave del museo Kircheriano ovvero le monete primitive de’ popoli dell’Italia media ordinate, descritte e designate (Rome, 1839, 2 vol. in-4°) qu’il publie avec son confrère Pietro Tessieri. Cet ouvrage est un traité de numismatique italique. Il obtient à l’Académie des inscriptions et belles-lettres de France le prix fondé par Allier d’Hauteroche ;
- Monumenti delle arti cristiane primitive nella metropoli del cristianesimo (Rome, 1844, in-4°), dont il fait les dessins et le texte. C’est une description des Catacombes.
- Marchi laisse en outre beaucoup d’écrits inédits, dont la publication est confiée au P. Raffaele Garrucci.